# Louis Bergeron (Historiker)

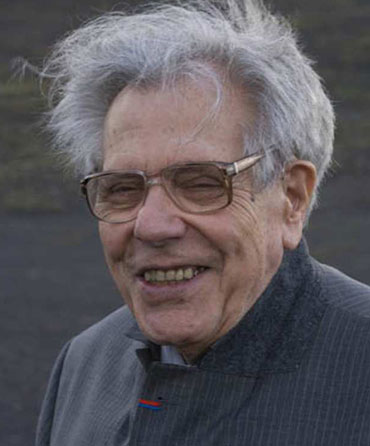
Louis Bergeron

Louis Bergeron (* 1929 in Strasbourg; † 9. Oktober 2014) war ein französischer Historiker, der sich mit der Französischen Revolution, Napoleonischer Zeit und Wirtschaftsgeschichte des 18. bis 20. Jahrhunderts und der Industriellen Revolution befasst hat.
Bergeron studierte ab 1947 an der École normale supérieure (ENS) mit der Agrégation in Geschichte 1951. Anschließend war er Gymnasiallehrer, bevor er 1961 Maitre-Assistant für Geschichte an der ENS wurde. Ab 1966 war er Chargé de Recherches des CNRS. Später war er Directeur d’Etudes an der École des Hautes Études en Sciences Sociales.
1990 bis 2000 war er Präsident des International Committee for the Conservation of the Industrial Heritage (TICCIH).

## Schriften
- Le Creusot. Une ville industrielle, un patrimoine glorieux. Belin-Herscher, Paris 2001.
- mit Maria Teresa Maiullari-Pontois: Industry, architecture, and engineering. American ingenuity, 1750–1950. Abrams, New York 2000.
- mit Maria Teresa Maiullari-Pontois: Le patrimoine industriel des États-Unis. Hoebeke, Paris 2000.
- als Hrsg.: La révolution des aiguilles. Actes du Colloque international d’Argenton-sur-Creuse, 11–12 juin 1993. (= Recherches d’histoire et de sciences sociales, Band 66). Edition École des hautes études en sciences sociales, Paris 1999.
- als Hrsg. mit Patrice Bourdelais: La France, n’est-elle pas douée pour l’industrie. Belin, Paris 1998.
- als Hrsg.: La croissance régionale dans l’Europe méditerranéenne, XVIIIe–XXe siècles. Actes du Colloque de Marseille, 16–18 juin 1988. Edition École des hautes études en sciences sociales, Paris 1992.
- Les Rothschild et les autres. La gloire des banquiers. Perrin, Paris 1991.
- als Hrsg.: Paris, genèse d’un paysage. Picard, Paris 1989.
- mit anderen: Dictionnaire d’histoire économique de 1800 à nos jours. Les grands thèmes, les grandes puissances. Hatier, Paris 1987.
- France under Napoleon. Princeton University Press, Princeton 1981.
- mit Guy Chaussinand-Nogaret: Les masses de granit. Cent mille notables du Premier Empire. Edition École des hautes études en sciences sociales, Paris 1979.
- mit Pierre Léon u. a.: Inerties et révolutions 1730–1840 (= Histoire économique et sociale du monde. Band 3), A. Colin, Paris 1978.
- Banquiers, négociants et manufacturiers parisiens du Directoire à l’Empire. (= Civilisations et sociétés, Band 51). École des hautes études en sciences sociales, Paris 1978.
- Les Capitalistes en France. 1780–1914. Gallimard, Paris 1978.
- als Hrsg. mit Guy Chaussinand-Nogaret: Grands notables du Premier Empire. Notices de biographie sociale. 29 Bände, CNRS, Guénégaud, Paris 1978 ff. (Band 29 im Jahr 2010).
- L’épisode napoléonien 1799–1815 (= Nouvelle histoire de la France contemporaine. Band 4), 2 Bände, Edition du Seuil, Paris 1972.
- mit François Furet, Reinhart Koselleck: Das Zeitalter der Europäischen Revolution (1780–1848), (= Fischer Weltgeschichte, Band 26), Fischer, Frankfurt am Main 1969 (Französische Ausgabe: Bordas, Paris 1973).
- Les Revolutions europeennes et le partage du monde (1715–1914). 2 Bände, 1968.